# Euphorbia xylopoda
Euphorbia xylopoda är en törelväxtart som beskrevs av Jesse More Greenman. Euphorbia xylopoda ingår i släktet törlar, och familjen törelväxter. Inga underarter finns listade i Catalogue of Life.